# 秣陵县 (秦朝)

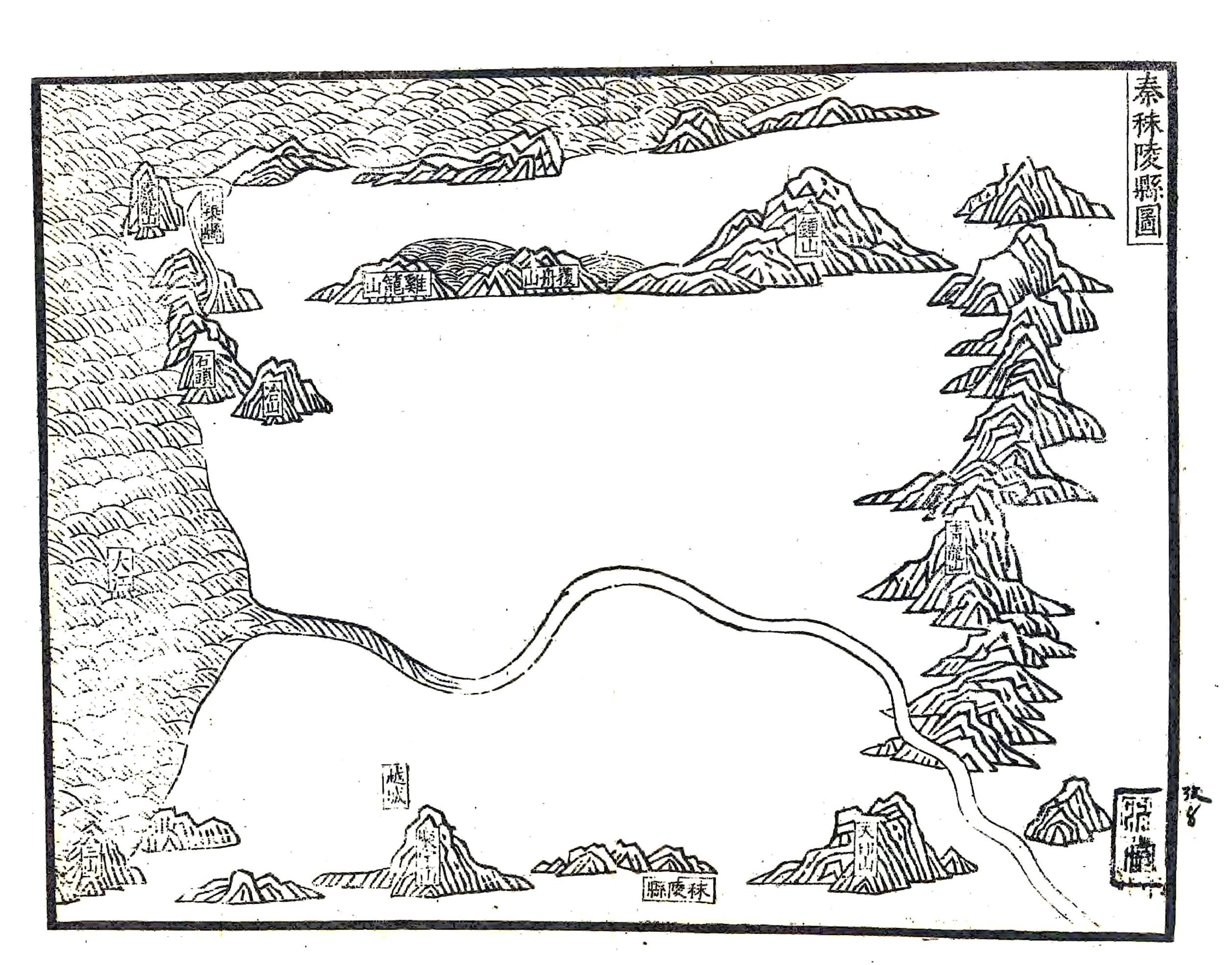
金陵古今圖考-秦秣陵縣圖

秣陵县，中国古县名，治所位于今江苏省南京市江宁区南秣陵镇。

## 历史
秦始皇三十七年（前210年）置，属会稽郡。西汉元朔元年（前128年）改为秣陵侯国，刘缠为秣陵侯，元鼎四年（前113年）复为县，属丹阳郡。新莽时改为宣亭县，东汉恢复原名。
东汉建安十六年（211年）孙权自京口徙治于此；次年改名建业，移治今南京市。太康元年（280年），西晋灭吴，复名秣陵县；三年分淮水（今秦淮河）北为建业县，南为秣陵县，还治秦时旧址。东晋义熙九年（413年）移治京邑斗场柏社（今南京市武定桥东南）；元熙元年（419年）又移治小长干巷内扬州府禁防参军（今南京中华门外西侧）。南陈末年，隋灭陈之后，并入江宁县。